# Mare de Déu del Carme d'Argentera
Mare de Déu del Carme d'Argentera és una església d'Argentera al municipi de Vilanova de Meià (Noguera) protegida com a bé cultural d'interès local.

## Descripció
Edifici d'una nau amb dos trams de volta de canó i sagristia afegida al lateral de migjorn que té una espitllera. La nova façana principal té una porta amb cèrcol de pedra i arc rebaixat, amb dues finestretes espitllerades amb arc de mig punt i una petita espadanya sobre la testera que està rematada amb lloses de pedra. La coberta és de dues vessants i la sagristia és de rajol arrebossat.

## Història
L'església degué ser construïda al segle xvii o XVIII, quan el senyor jurisdiccional del terme va deixar d'habitar l'antic castell de Tancalaporta i es va construir una nova residència al mig de les seves possessions. En un principi estava dedicada a la Verge del Roser. A la llinda de la porta de la façana de ponent hi ha la data 1825, que correspon a una reforma i ampliació de l'església.
A la llinda de la casa- anomenada "el castell"- hi apareix la data 1699.
Avui exerceix les funcions d'església del terme, i també és l'única en la que de tant en tant se celebra culte religiós.